# 彼得·維塔斯·馮·闊斯達諾維奇
彼得·維塔斯·馮·闊斯達諾維奇男爵（德語：Peter Vitus von Quosdanovich；克罗地亚语：Petar Vid Gvozdanović；1738年6月12日-1802年8月13日），是一位克罗地亚裔哈布斯堡君主國將領，他在法國大革命戰爭期間的意大利戰區擔任部隊司令，多次與拿破仑一世指揮的「意大利軍團」交戰。

## 早年
闊斯達諾維奇於約瑟夫·霞飛於1738年6月12日出生在哈布斯堡君主國克罗地亚的贊巴拉克。1752年，他加入瓦拉日丁邊防衛隊驃騎兵第41團，然後在七年戰爭中作戰。1778年至1779年，他在巴伐利亞王位繼承戰爭中表現出色，被晉升為斯洛文尼亞驃騎兵團上校，並授勳玛丽亚·特蕾西娅军事勛章。他隨後在奧土戰爭成為准將。

## 對法作戰
闊斯達諾維奇在第一次反法同盟期間先後指揮旅與師。他先在1794年的弗勒呂斯戰役指揮聯軍第二縱隊，然後在1795年9月24日的漢舒斯海姆戰役對法軍兩個師贏得一次顯著勝利。1796年7月他轉調至意大利，參與全部四次奧地利嘗試解圍曼托瓦的作戰。他先在第一次解圍時，於8月4日在洛納托戰役戰敗，然後在第二次解圍時，於9月8日在巴薩諾戰役戰敗。之後，他在第三次解圍作戰時統帥一支縱隊，參與了第二次巴薩諾戰役與阿科萊戰役。最後，他率領兩個旅在里沃利戰役中作戰。他在1797年退伍，然後於1802年8月13日在維也納去世。

## 註腳
1. ↑  .   [August 21, 2021]. （原始内容存档于2022-10-07）.
2. ↑  Peter Vitus von Quosdanovich 的存檔，存档日期24 March 2012. at historydata.com
3. ↑  .   [2024-10-05]. （原始内容存档于2024-10-07）.
4. ↑  Smith-Kudrna, Peter Quosdanovich